# 萧世廉
萧世廉，南北朝南陈、隋朝人物，出自兰陵萧氏，萧摩诃的儿子。
萧世廉有其父遗风。性情至孝，其父萧摩诃参与隋朝汉王楊諒之乱被杀，萧世廉服丧三年后，追慕更加深切。其父在时的宾客故友，一旦提及他的父亲，萧世廉面对他定会哀恸不能自胜，说的人也为之叹息。萧世廉终身不持刀斧，被时人赞赏。